# 可银

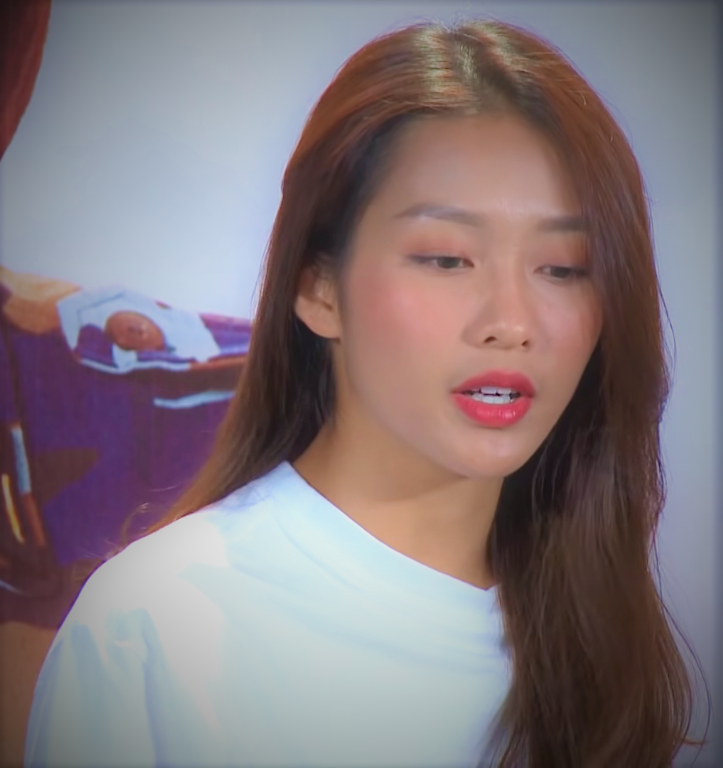

可银（1997年7月31日—）是越南网络红人，模特。原名陈氏金银，昵称：Khả Ngân，Ngân Sushi。

## 情感生活
2014年9月6日，在胡志明市出席电影《怪兽》首映礼时，可银正式公开与男模黄进勇的恋情。黄进勇1994年出生在海防市。

## 电视剧
2014年 《Trở về 3》
2020年 《Bí mật của gió》
2021年 《11 Tháng 5 Ngày》